# الغابة (اداوبلال)
الغابة هو دُوَّار يقع بجماعة سيدي أحمد أوحامد، إقليم الصويرة، جهة مراكش آسفي في المملكة المغربية. ينتمي الدوّار لمشيخة اداوبلال التي تضم 5 دواوير. يقدر عدد سكانه بـ 543 نسمة حسب الإحصاء الرسمي للسكان والسكنى لسنة 2004.

## روابط خارجية
- البوابة الوطنية للجماعات الترابية
- المندوبية السامية للتخطيط